# Euthalia hegias
Euthalia hegias är en fjärilsart som beskrevs av Hans Fruhstorfer 1913. Euthalia hegias ingår i släktet Euthalia och familjen praktfjärilar. Inga underarter finns listade i Catalogue of Life.